# Maraton naděje

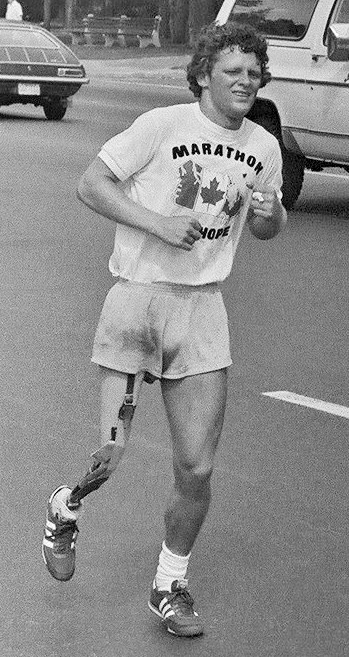
Terry Fox při běhu Maratonu naděje; Toronto, Canada, 12. červenec 1980

Maraton naděje (anglicky Marathon of Hope) je název maratonu, který se běžel roku 1980 a jehož jediným účastníkem byl kanadský sportovec Terry Fox, onkologicky nemocný pacient, trpící sarkomem kostí (rakovina kosti). Jako připomínka této události se každý rok koná Běh Terryho Foxe, který je mezinárodní událostí, jejímž cílem je vybrat peníze na výzkum rakoviny.
Počátečním cílem běhu bylo vybrat na výzkum 1 000 000 $. Po vstupu do Port-Aux-Basques (Newfoundland) Terry změnil názor a rozhodl se, že bude vybírat jen 1$ od každého občana Kanady, což by dohromady čítalo cca 25 000 000 $.
Rakovina se u Terryho projevila zrovna když byl v Severním Ontariu. Musel zastavit svůj běh jen kousek od Thunder Bay. Psalo se 1. září 1980.
Terry Fox neusiloval o žádný osobní nebo finanční zisk za své úsilí. Nezvolil tu nejrychlejší trasu, ale takovou, na níž probíhal nejzalidněnějšími oblastmi země.

## Běh

### Začátek běhu
Terry Fox započal svůj maraton mlžného 12. dubna 1980 ze St. John's, Newfoundland. Začal tím, že ponořil svoji protézu do Atlantského oceánu. Odstartování běhu nebylo nijak výjimečné, dostavil se jen jeden televizní štáb stanice CBC.

### Centrální Kanada
Dne 10. června Terry vstoupil do provincie Québec. Běh mu ztěžovali řidiči, kteří na něho troubili, nebo ho i skoro vytlačili ze silnice. Někteří si dokonce mysleli, že je stopař, a nabídli se, že ho svezou, navíc jeho běh stále unikal širší pozornosti.
Jelikož nemluvil dobře francouzsky, jen obtížně komunikoval s obyvateli Quebecu. V Montréalu si však získal více pozornosti médií a veřejnosti. Na začátku července Fox dorazil do hlavního města Ottawy, kde se setkal s generálním guvernérem Edem Schreyerem. Dne 4. července se také setkal s předsedou vlády Pierrem Elliottem Trudeauem. Bohužel toto setkání nevyznělo zrovna nejlépe, jelikož Trudeau se právě vrátil z Evropy a nebyl obeznámen s Terryho příběhem.

### Toronto
Když Terry konečně dorazil do Toronta, stal se mediální senzací. Ulice města byly lemovány tisíci podporovatelů a dav, který se shromáždil před Toronto City Hall, čítal téměř 10 000 lidí. Jeho úspěchy začaly také získávat mezinárodní pozornost. Mimo jiné s ním bylo provedeno i interview (za běhu) do americké TV reality show s názvem That's Incredible!

### Konec běhu

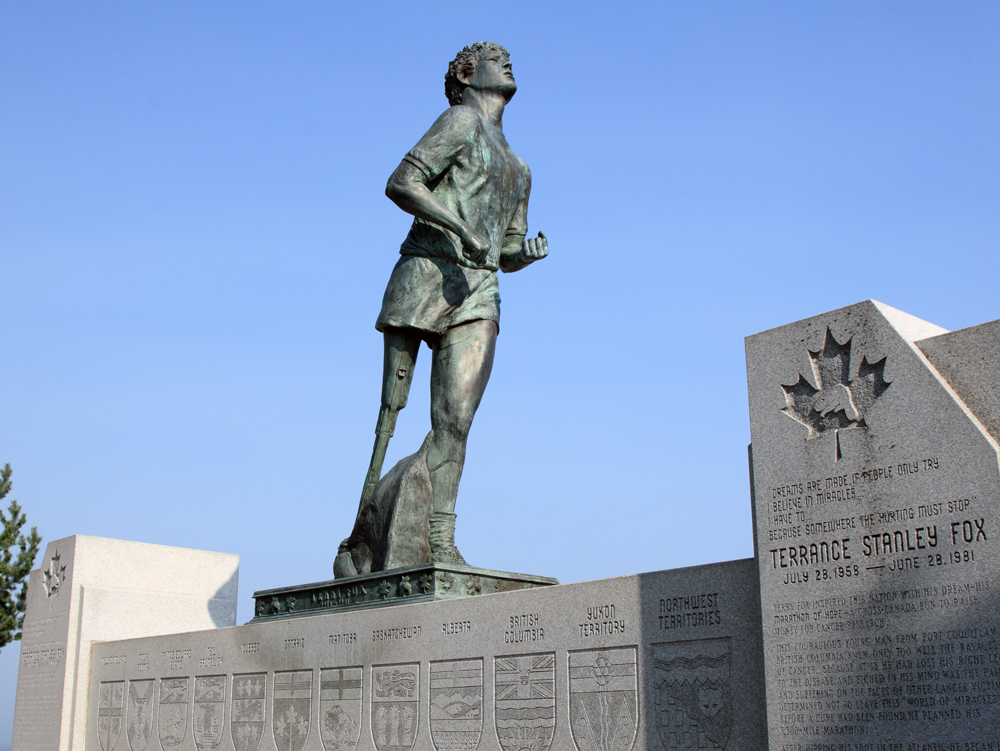
Socha Terryho Foxe na Trans-Canada Highway.

Dne 1. září 1980 Terry svůj běh přerušil na severovýchodě zátoky Thunder Bay kvůli zhoršenému dýchání. Navštívil místní nemocnici, kde se zjistilo, že rakovina se rozšířila do plic. Kvůli chabému zdraví způsobenému postupující rakovinou už neběžel, ale pouze chodil, nakonec běh musel ukončit. Tímto dnem bojoval nepřetržitě 143 dnů, při kterých uběhl 5 373 km.
Vrátil se do Britské Kolumbie, kde se léčil. Zde obdržel telegram od hoteliéra Isadore Sharpa (jenž sám krátce předtím přišel o syna kvůli rakovině), který se nabídl, že bude sponzorovat každoroční běh Maratonu naděje.
V současnosti stojí Terryho socha v životní velikosti v pamětním parku u Trans-Canada Highway a shlíží na místo, kde Terry ukončil svůj hrdinský běh.